# محمد منيب الجعفري
محمد منيب بن محمود بن مصطفى الهاشمي الجعفري (1855 - 20 مارس 1925) (1272 - 25 شعبان 1343) فقيه حنفي وقاضي شرعي فلسطيني. ولد في نابلس ونشأ وتعلم مقدماته فيها. ثم التحق بالأزهر وأخذ عن علماء عصره فحصل على الشهادة العالمية الأزهرية عُيِّن قاضيًا شرعيًا في طرابلس الشام سنة 1890، ثم لواء قره سي، ثم وكيلًا شرعيًا في بنغازي، ثم قاضيًا فيها. وفي 1907 عيّن مفتيًا في مسقط رأسه نابلس، ثم انتدبته المشيخة الإسلامية عضواً في محكمة التمييز في الآستانة فذهب إليها. ثم استقال منها وعاد إلى مسقط رأسه، حيث عُيِّن مفتياً ثانية، وظل يشغل منصب الإفتاء في نابلس حتى وفاته عن 70 عامًا. له عدة مؤلفات فقهية وأدبية ولغوية، مخطوطة ومطبوعة، وقصائد متفرقة.

## سيرته
هو محمد منيب بن محمود بن مصطفى بن عبد الله بن محمد هاشم الجعفري، ينتهي نسبه إلى جعفر بن أبي طالب. ولد سنة 1272 هـ/ 1855 م في مدينة نابلس مركز سنجق نابلس بإيالة صيدا العثمانية ونشأ بها. تلقى علومه في مدارسها الأهلية وعلى أخيه حسين وعلى عبد الله صوفان، ثم سافر إلى مصر والتحق بالأزهر وأخذ عن علماء عصره، منهم: شمس الدين الأنبابي، وإبراهيم السقا، ومحمد الأشموني، وأحمد أبي العز. فحصل على الشهادة العالمية بعد أن تعلم الفقه وأصوله وعلم الكلام والتفسير والحديث والصرف والنحو والمنطق والبلاغة وغيرها. فرجع إلى وطنه ثم سافر إلى الآستانة عاصمة الدولة العثمانية، وتعرف على علمائها وعين عضوًا في مجلس تدقيق المؤلفات. 

وفي سنة 1307 هـ/ 1890 م عُيّن قاضيًا شرعيًا في طرابلس الشام، ثم لواء قره سي من أعمال ولاية بروسة، ثم وكيلًا شرعيًا في بنغازي، ثم قاضيًا فيها. وفي سنة 1325 هـ/ 1907 م عُيّن مفتيًا في نابلس، ومكث في وظيفته تلك أعواماً خمسة. ثم انتدبته المشيخة الإسلامية عضواً في محمكمة التمييز في الآستانة فذهب إليها. ثم استقال منها وعاد عشية الحرب العالمية الأولى إلى مسقط رأسه، حيث عُيّن مفتياً ثانية، وظل يشغل منصب الإفتاء في نابلس حتى وفاته. 

كان مؤيداً للعثمانيين ومدافعاً عن السلطان عبد الحميد الثاني وسياسته في المجالس التي يحضرها في نابلس. وكان مصنفًا وله مؤلفات فقهية ولغوية كثيرة.

توفي يوم 25 شعبان 1343/ 20 مارس 1925 في نابلس. ابنه هو خالد هاشم.

## آثاره
من مؤلفاته:
- «القول السديد في أحكام التقليد»، 1912
- «حميد الآثار في نظم تنوير الأبصار»، 1925
- «غاية التبيان في مبادئ علم البيان»، 1924
- رسالة في الكلام على وحدة الوجود
- «القسطاس المستقيم لما في تبيان التعليم»
- «نظم متن السنونسية»
- أرجوزة في علم الوضع
- رسالة في الكسب
- مجموعة مشتملة على سبع رسائل
- رسالة منظومة عن العبادات والمعاملات في المذهب الحنفي